# Eleanor Harvey
Eleanor Grace Harvey (ur. 14 stycznia 1995 w Hamilton) – kanadyjska florecistka, medalistka olimpijska z Paryża.

## Życiorys
Urodziła się 14 stycznia 1995 roku w Hamilton. Zaczęła trenować szermierkę w wieku dziesięciu lat. Ukończyła filmoznawstwo oraz psychologię na Ohio State University w Stanach Zjednoczonych.
W 2016 roku w barwach Kanady wystąpiła na Letnich Igrzyskach Olimpijskich 2016 w Rio de Janeiro, gdzie w rywalizacji indywidualnej florecistek pokonała 15:6 w 1/16 Anissę Khelfaoui z Algierii, a w 1/8 finału zwyciężyła 15:11 z Arianną Errigo z Włoch. Rywalizację zakończyła na etapie ćwierćfinału, przegrywając 15:13 z Inès Boubakri z Tunezji.
W 2020 roku ponownie wzięła udział w Letnich Igrzyskach Olimpijskich, gdzie w rywalizacji indywidualnej pokonała 15:9 Pauline Ranvier z Francji, a następnie przegrała w 1/8 finału z Lee Kiefer ze Stanów Zjednoczonych 15:13. W rywalizacji drużynowej wraz z Kelleigh Ryan i Jessicą Guo zajęły piąte miejsce.
W 2024 roku po raz trzeci reprezentowała Kanadę na Letnich Igrzyskach Olimpijskich, gdzie w rywalizacji indywidualnej po pokonaniu Wang Yuting (12:8), Julii Walczyk-Klimaszyk (15:6) i Martiny Favaretto (15:14) doszła do półfinału, w którym przegrała 15:9 z Lauren Scruggs. W meczu o trzecie miejsce pokonała 15:12 Alice Volpi i zdobyła brązowy medal. Był to pierwszy medal Kanady w szermierce na igrzyskach olimpijskich w historii.
W 2020 roku założyła firmę odzieżową. Jest weganką.